# Cicurina buwata
Cicurina buwata är en spindelart som beskrevs av Chamberlin och Ivie 1940. Cicurina buwata ingår i släktet Cicurina och familjen kardarspindlar. Inga underarter finns listade i Catalogue of Life.